# Игнатий IV (патриарх Антиохийский)
Патриарх Игна́тий IV (араб. البطريرك أغناطيوس الرابع‎, в миру Хазим Хабиб Ассаад; 28 августа 1921, деревня Мухрада, Сирия — 5 декабря 2012, Бейрут) — епископ Антиохийской православной церкви; с 1979 года по 2012 год — патриарх Антиохийский и всего Востока.

## Биография
Родился в православной арабской семье. С ранних лет посещал богослужения и участвовал в церковной жизни. Уже в молодости он принял монашество и отличался склонностью к интеллектуальной и мистической жизни.
Желая углубить своё образование, в 1936 году он отправился в Бейрут, где поступил в Американский университет Бейрута и выпустился со степенью бакалавра по философии, будучи единственным монахом среди трёх тысяч студентов.
В период обучения в Бейруте поступил на службу в один из храмов местной епархии сначала в качестве алтарника, а через некоторое время стал иеродиаконом.
В 1942 году Хазим был одним из организаторов православного молодёжного движения, которое развивалось в Ливане и Сирии во время Второй мировой войны. Это движение придало новые жизненные силы всей Антиохийской Церкви и способствовало притоку молодёжи в Церковь.
В 1945 году выпустился из университета. В том же году был рукоположён в иеромонахи.
С 1949 по 1953 год учился в Свято-Сергиевском богословском институте в Париже, защитив диссертацию на тему «Воплощения и искупления в богословии Св. Афанасия».
В 1953 году он выступил одним из основателей Синдесмоса — Всемирного объединения православной молодёжи и богословских школ.
После возвращения на Ближний Восток 18 февраля 1962 года был рукоположён в сан епископа Пальмирского, патриаршего викария, и направлен настоятелем в Баламандский монастырь.
5 августа 1966 года был избран митрополитом Латакийским. Новый митрополит был скромным, дружелюбным, прямым и простым человеком, отказавшимся от помпезности, присущей иным архиереям. Старался повсеместно вводить практику частого Причащения. При нём начались строительные работы и ремонты во многих храмах, были организованы вакфы.
2 июля 1979 года избран Патриархом Антиохийским, практически немедленно после смерти предшественника, Илии IV. Такая поспешность была признана необходимой из-за гражданской войны в Ливане. Чин интронизации был совершён 8 июля.
Резиденция в Дамаске (Антиохия — современная Антакья — находится на территории Турции и несколько веков фактически не является центром Антиохийской Православной Церкви).
Скончался 5 декабря 2012 года в реанимационном отделении православного госпиталя святого Георгия в Бейруте от обширного инсульта на 93-м году жизни. 9 декабря того же года в соборе святителя Николая Чудотворца в Бейрутском районе Ашрафия состоялось отпевание, которое возглавил Патриарх Константинопольский Варфоломей.

## Позиция
В книге «Позиции и речения» (араб. مواقف وأقوال‎) Игнатий IV пишет о своём отношении к ближневосточному конфликту:

Лишь палестинцы могут быть хозяевами дома. Иерусалим может принадлежать только его исконным жителям, а не расистам. Расизм — грязь на челе права и справедливости.

12 ноября 1991 года выступил с заявлением об отношениях с нехалкидонскими (ориентальными) церквями. Заявление содержит призыв к полному и взаимному уважению во всех вопросах богослужения, духовности общего наследия. Отеческое наследие обеих церквей по мнению Патриарха Игнатия IV следовало включить в образовательную программу богословских школ. Обе церкви обязуются не заниматься прозелитизмом. В документе также предлагаются указания по совершению совместного совершения литургии православными и монофизитами.
22—23 января 2008 года принимал участие в конференции «Сосуществование и миротворчество» в Аммане (Иордания). Подписал декларацию о том, что христиане и магометане как верующие в Единого Бога, согласны: уважать веру и религиозные свободы, уважать всех посланников и пророков, святые книги и религиозные тексты, продолжать диалог и сотрудничество между народами, чтобы достигнуть справедливости, мира, развития и достойной жизни, к которым призывают человеческие и религиозные учения небесных религий.

## Награды
- Премия Международного фонда единства православных народов (Москва, 2003)
- Орден РПЦ Святого апостола Андрея Первозванного с алмазной звездой (2003 год)[5]
- Премии Союза писателей России им. святителя Иоанна Златоуста за 2007 год (13 ноября 2007; «за неустанную работу в деле укрепления единства Матери Церкви, за несение слова Божия народу Сирии и всему Востоку»[6].)
- Орден Дружбы (Россия, 7 мая 2010 года) — за большой вклад в укрепление российско-сирийского сотрудничества и дружбы между народами[7]